# De Nadal a Sant Esteve
De Nadal a Sant Esteve és una comèdia de costums en dos actes i en vers, original de Joan Molas i Casas, estrenada per primera vegada al teatre del Bon Retir de Barcelona, la nit del 14 d'agost de 1878. L'acció passa a Barcelona. El primer acte, el dia de Nadal al matí i el segon, la diada de Sant Esteve, al vespre.

## Repartiment de l'estrena
- Senyora Pepa: Caterina Mirambell
- Emília: Mercè Abella.
- Roseta: Francisca Valverde.
- Senyor Esteve: Lleó Fontova.
- Don Eloi: Iscle Soler.
- Eduard: Hermenegild Goula.
- Quimet: Frederic Fuentes.
- Senyor Ignasi: Emili Casas.
- Ambròs: Isidre Domènec.
- Convidat 1r: Jacint Serra.
- Convidat 2n: Vicenç Peña.
- Don Rufo i la seva senyora, dos cecs de les bones festes, convidats, convidades, veïns, etc.